# اقاطلا
اقاطلا، روستایی از توابع بخش چلو شهرستان اندیکا در استان خوزستان ایران است.	

## جمعیت
این روستا در دهستان چلو قرار دارد و براساس سرشماری مرکز آمار ایران در سال ۱۳۸۵، جمعیت آن ۳۵ نفر (۷خانوار) بوده‌است.